# Sirobasidium brefeldianum
Sirobasidium brefeldianum är en svampart som beskrevs av Möller 1895. Sirobasidium brefeldianum ingår i släktet Sirobasidium och familjen Sirobasidiaceae.   Inga underarter finns listade i Catalogue of Life.